# Fontaine des Récollets de Port-Louis
La Fontaine des Récollets  est située  «rue des Récollets», à Port-Louis dans le Morbihan.

## Historique
La fontaine des Récollets fait l’objet d’une inscription au titre des monuments historiques depuis le 19 novembre 1946.

## Architecture
Fontaine couverte dont le réservoir est voûté en berceau.
Le sol et les murs sont en granit.

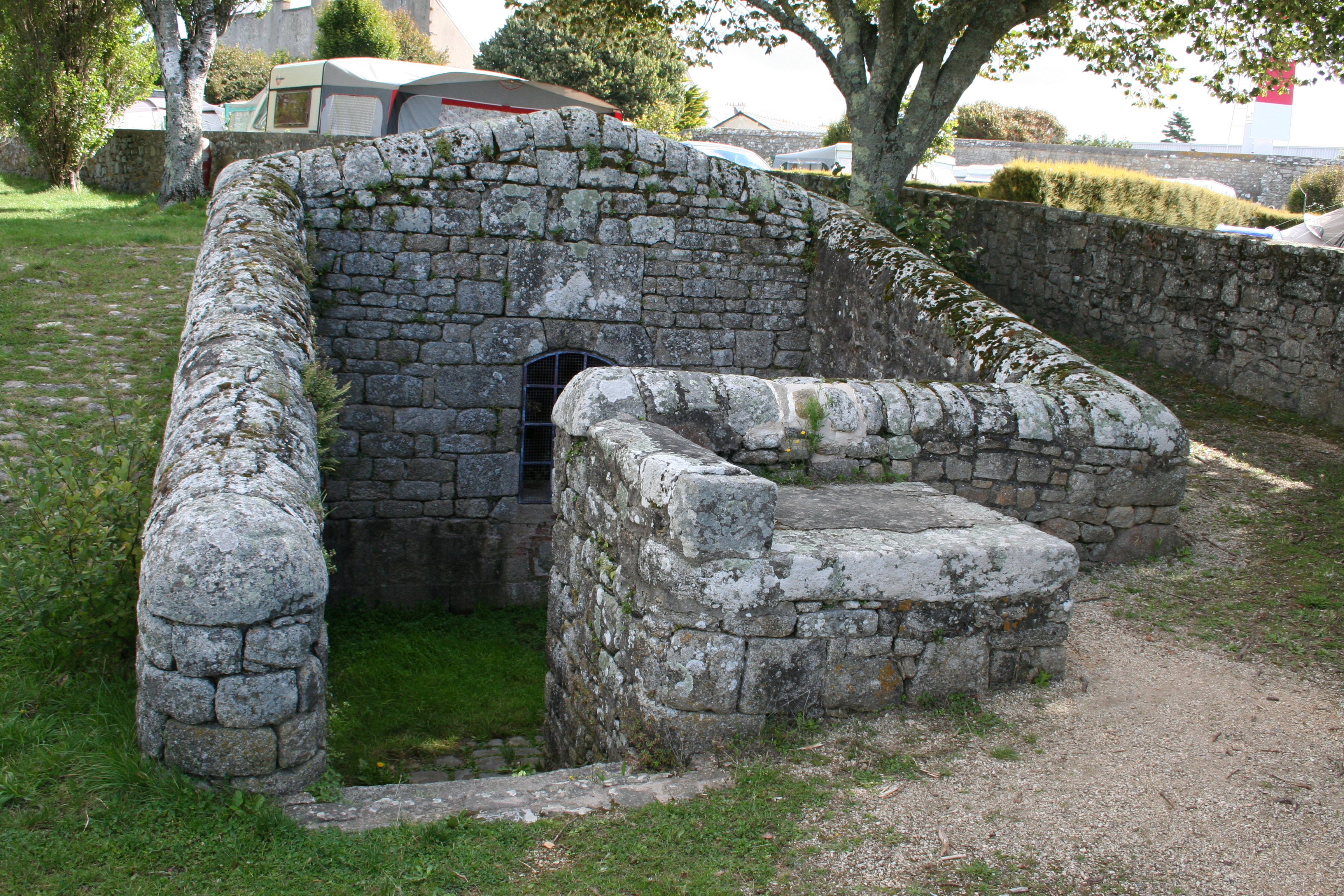
La fontaine des Récollets.